# Joanna Lamparska
Joanna Maria Lamparska (ur. 20 października 1966 we Wrocławiu) – polska pisarka, dziennikarka, popularyzatorka historii.
Jest autorką programów telewizyjnych i radiowych oraz książek o historii i tajemnicach związanych m.in. z Dolnym Śląskiem, swoją twórczość dzieli pomiędzy tematykę związaną z zamkami, podziemiami i ciekawostkami historycznymi a zaginionymi w czasie II wojny światowej dziełami sztuki i tematyką obozów koncentracyjnych.

## Życiorys
Absolwentka filologii klasycznej oraz archeologii sądowej na Uniwersytecie Wrocławskim. Jeszcze na studiach związała się z wrocławskim dziennikiem „Słowo Polskie”; początkowo redagowała rubrykę o tematyce ezoterycznej – Zabobonnik, zaś w 1994 roku zorganizowała akcję zbierania informacji na temat tajemnic regionu, która zaowocowała cyklem artykułów (w większości jej autorstwa). W latach 1995–2001 realizowała autorski program telewizyjny „Zaułek Tajemnic” w TVP Wrocław. Prowadziła poranne programy we wrocławskim ośrodku Telewizji Polskiej. W latach 2010–2013 współtworzyła program „Skarby nieodkryte” dla TVP Polonia.
Pełniła funkcję redaktora naczelnego w miesięczniku „Odkrywca” oraz „Gazecie Rycerskiej”. Publikuje m.in. w miesięcznikach „National Geographic”, „Traveler” i „Focus”, oraz na portalu Onet.pl. Wraz z Michałem Wójcikiem wystąpiła w serialu dokumentalnym „Kup pan zamek” realizowanym przez Canal Plus Discovery. Wystąpiła w programach History Channel i Discovery. W radiu Ram prowadzi audycję radiową „Pociąg do historii”, w której opowiada o zagadkach historii.
Od 2019 roku prowadzi cykliczny program "Dolnośląskie Tajemnice", w który ma premierę w każdą niedzielę o godz. 10.00 na Yutube. W programie zajmuje się m.in. tajemnicami Dolnego Śląska, interwencjami związanymi z dewastacją zabytków, odkryciami, zamkami, pałacami oraz podziemiami. W ramach programu realizuje również materiały poza granicami Polski: część odcinków była realizowana w Czechach, w Jordanii, w Bułgarii, na Ukrainie oraz we Włoszech. 
Była pomysłodawczynią i dyrektorem Dolnośląskiego Festiwalu Tajemnic, który od inauguracji w 2013 do 2019 roku odbywał się na Zamku Książ. W 2020 roku z powodu pandemii Covid-19 został przeniesiony do internetu, a później nie był już kontynuowany. Jest fundatorką i członkiem zarządu Fundacji Joanny Lamparskiej na Rzecz Ochrony Dziedzictwa Kulturowego „Projekt Historia”.
W 2015 roku, po wybuchu Gorączki Złotego Pociągu opowiadała o historii Złotego Pociągu. W 2016 roku wydała książkę Złoty Pociąg. Krótka historia szaleństwa, prezentującą kulisy poszukiwań.
W 2020 roku była ambasadorką stowarzyszenia największych atrakcji Dolnego Śląska Turystyczna Trzynastka.

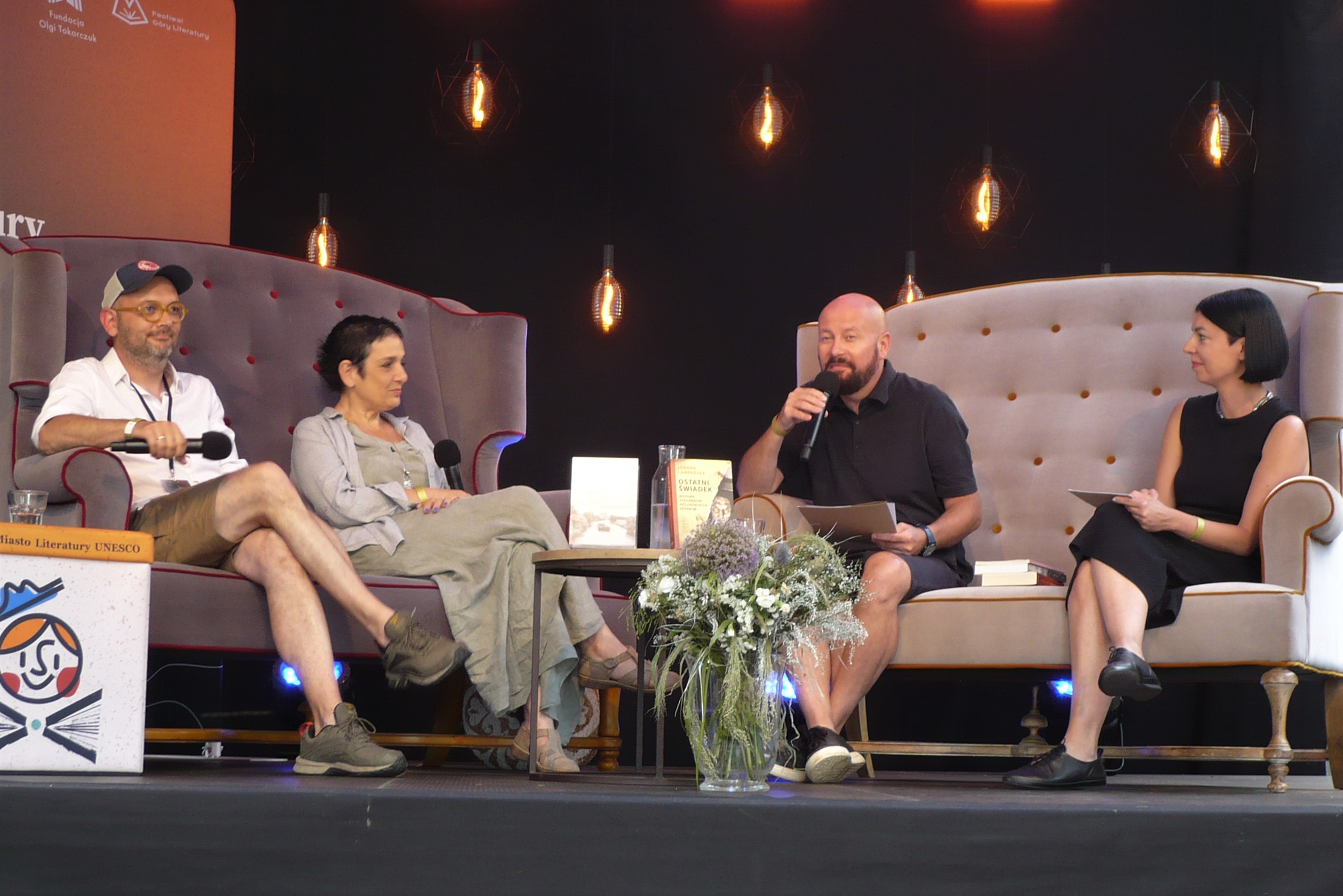
IX Festiwal Góry Literatury, 2023
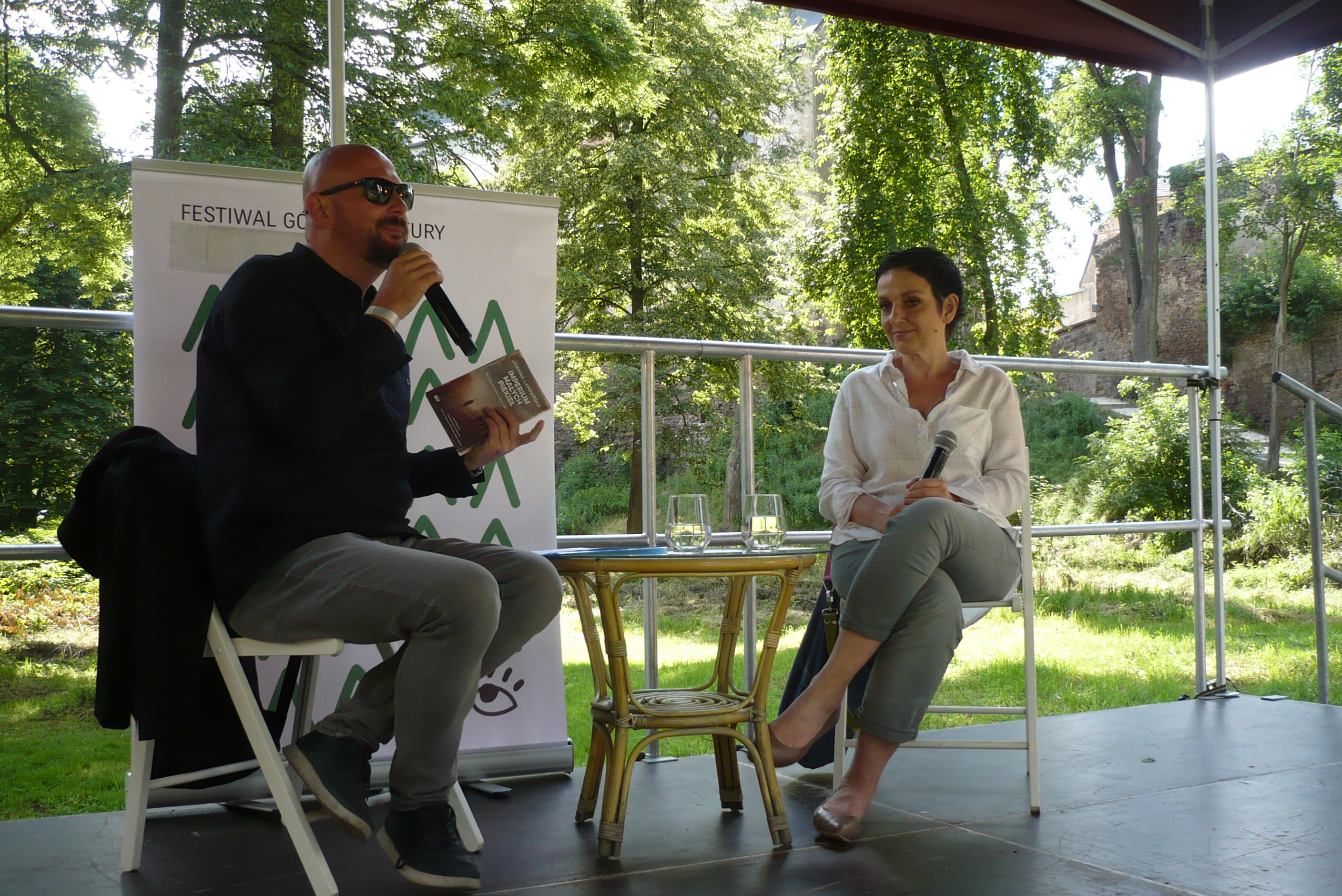
Z Piotrem J. Fereńskim

## Książki[potrzebnyprzypis]
- Polscy uzdrowiciele leczą prawie wszystko (wspólnie z Waldemarem Chudziakiem), Wydawnictwo Anons Press, Wrocław 1993
- Tajemnice ukrytych skarbów, Wydawnictwo Asia-Press, Wrocław 1995
- Tajemnice, zamki, podziemia. Przewodnik, jakiego nie było, Wydawnictwo Asia-Press, Wrocław 1997
- Tajemnicze podziemia. Przewodnik po lochach, sztolniach i jaskiniach, Wydawnictwo Asia-Press, Wrocław 2000
- Dolny Śląsk, jakiego nie znacie. Przewodnik inny niż wszystkie, Wydawnictwo Asia-Press, Wrocław 2002
- Sudety Środkowe po obu stronach granicy (cz. 1–2), Wydawnictwo Asia-Press, Wrocław 2003
- Niezwykłe miejsca dookoła Wrocławia (przewodnik), Wydawnictwo Asia Press, Wrocław 2006
- Magia dolnośląskich zamków cz. 1 (album fotograficzny, wspólnie z fotografem Krzysztofem Góralskim), Wydawnictwo Asia-Press, Wrocław 2007
- Tajemnicze zakątki na północny wschód od Wrocławia, Wydawnictwo Asia-Press, Wrocław 2007
- Polska niezwykła. Śląsk. Turystyczny atlas samochodowy (praca zbiorowa, razem ze Stanisławem Krycińskim, Waldemarem Wieczorkiem, Ewą Lodzińską), Wydawnictwo Demart, 2007
- Polska w obiektywie National Geographic (album wspólnie z Piotrem Kałużą), Wydawnictwo Gruner und Jahr, Warszawa 2009
- Magia dolnośląskich zamków cz. 2 (album fotograficzny, wspólnie z fotografem Krzysztofem Góralskim), Wydawnictwo Asia-Press, Wrocław 2009
- Zamkowe tajemnice, Wydawnictwo Asia-Press, Wrocław 2009
- Dolina Królów. Zamki i pałace u stóp Karkonoszy, Wydawnictwo Asia-Press, Wrocław 2010
- Kontynenty w obiektywie (wspólnie z Piotrem Kałużą), Wydawnictwo National Geographic, Warszawa 2010
- Zjawiska paranormalne. Poznać i zrozumieć człowieka (współautorstwo), Wydawnictwo Gruner und Jahr, Warszawa 2011
- Zamki. Podróże po Polsce (wspólnie z Agnieszką Malik), Wydawnictwo Multico 2012
- Dolina Baryczy. Przewodnik po niezwykłościach przyrody (redakcja), Dolina Baryczy 2012
- Magia dolnośląskich zamków cz. 3 (album fotograficzny, wspólnie z fotografem Krzysztofem Góralskim). Wydawnictwo Asia-Press, Wrocław 2015
- Ślęża dla odkrywców, Wydawnictwo Asia-Press, Wrocław 2015
- Złoty pociąg. Krótka historia szaleństwa, Wydawnictwo Burda Książki, Warszawa 2016
- Miasta do góry nogami. Podziemia Europy i ich tajemnice (wspólnie z Piotrem Kałużą), Wydawnictwo Burda Książki, Warszawa 2018
- Ten dom ma tajemnicę. Skarby i sekrety Dolnego Śląska, Wydawnictwo Asia Press, Wrocław 2018
- Imperium małych piekieł. Mroczne tajemnice Gross Rosen, Wydawnictwo Znak Horyzont, 2019
- Ostatni świadek. Historie strażników hitlerowskich skarbów Wydawnictwo Znak Koncept, Kraków 2022
- Lekarze od zabijania. Medyczna gwardia Hitlera Wydawnictwo Znak Koncept, Kraków 2023

## Nagrody i wyróżnienia
- 2005: wyróżnienie Polskiej Organizacji Turystycznej za promowanie walorów Dolnego Śląska.
- 2018: Nagroda Magellana za książkę Miasta do góry nogami. Podziemia Europy i ich tajemnice, Wydawnictwo Burda Książki[21].
- 2022: Nagroda Optymista Roku 2022 przyznawana przez fundację Jestem Optymistą[22].
- 2022: Diament Wrocławia 2022 Nagroda Towarzystwa Miłośników Wrocławia za popularyzację wiedzy o Wrocławiu i Dolnym Śląsku[23]
- 2022 Turystyczny Dziennikarz Roku 2022 Nagroda Polskiej Organizacji Turystycznej[24]
- 2024 Nominacja do Polsko-Niemieckiej Nagrody im. Tadeusza Mazowieckiego[25]